# Мерве Тунджель
Мерве Тунджель (тур. Merve Tuncel, 1 січня 2005) — турецька плавчиня, що спеціалізується на плаванні вільним стилем. Кваліфікувалася на літні Олімпійські ігри 2020 на дистанціях 800 і 1500 метрів вільним стилем.